# Soncourt
Soncourt es una comuna francesa situada en el departamento de Vosgos, en la región de Gran Este.

## Demografía
| 84 | 84 | 78 | 79 | 80 | 64 | 44 |
| Para los censos de 1962 a 1999 la población legal corresponde a la población sin duplicidades (Fuente: INSEE [Consultar]) |    |    |    |    |    |    |